# Phanerotomella varicolorata
Phanerotomella varicolorata är en stekelart som beskrevs av Herbert Zettel 1989. Phanerotomella varicolorata ingår i släktet Phanerotomella och familjen bracksteklar. Inga underarter finns listade i Catalogue of Life.